# 2. Buch der Chronik
| Ketuvim (Schriften) des Tanach                                                                      |
| --------------------------------------------------------------------------------------------------- |
| Sifrei Emet (poetische Bücher)                                                                      |
| - סֵפֶר תְּהִלִּים – Buch der Psalmen - אִיּוֹב – Ijob - מִשְלֵי שְׁלֹמֹה – Sprüche Salomos                          |
| חמש מגילות – Megillot (Festrollen)                                                                  |
| - רוּת – Buch Rut - שִׁיר הַשִּׁירִים – Hoheslied - קֹהֶלֶת – Kohelet - אֵיכָה – Klagelieder - אֶסְתֵּר – Buch Ester |
| Übrige                                                                                              |
| - דָּנִיּאֵל – Daniel - עֶזְרָא – Esra (einschließlich Nehemia) - דִּבְרֵי הַיָּמִים – Chronik (1–2 Chr)            |

Das 2. Buch der Chronik ist ein Buch der Christlichen Bibel. In den Handschriften des Griechischen Alten Testaments, und daher auch in den Ostkirchen, wird es zusammen mit dem 1. Buch der Chronik altgriechisch παραλειπόμενα paraleipómena „ausgelassene Dinge“ (vgl. Paralipomenon) genannt, entweder, weil sie viele in den Samuel- und Königsbüchern fehlende Details (Sondergut) enthalten, oder weil sie erst spät in den jüdischen Kanon aufgenommen wurden.
Die Formulierung „Buch der Chronik“ geht auf den lateinischen Kirchenvater Hieronymus zurück, der das Werk als „Chronik der gesamten göttlichen Geschichte“ (lateinisch: Chronicon totius divinae historiae) bezeichnete. Martin Luther griff die Anregung des Hieronymus auf und prägte die Titel „Das erste Buch der Chronica“, bzw. „Das ander Buch der Chronica“, die leicht variiert als 1./2. Buch der Chronik von der Lutherbibel in weitere moderne Übersetzungen übernommen wurden.
Die Handlung des Buches ist größtenteils parallel zum 1. und 2. Buch der Könige, das Geschehen wird jedoch aus anderem Blickwinkel betrachtet. Vor allem auf den Kultus und die israelitische Gesellschaft wird mehr Wert gelegt, auf politische Vorgänge dafür weniger. Im Gegensatz zu den Königsbüchern beschränkt sich die Chronik nach der Reichsteilung auf die Vorgänge im Südreich Juda und lässt das Nordreich Israel außer Acht. Die Sicht auf das Königtum ist in der Chronik insgesamt positiver als in den sehr kritischen Büchern der Könige.
In der Jüdischen Bibel, dem Tanach, ist das Buch der Chronik nicht in das 1. Buch der Chronik und das 2. Buch der Chronik geteilt. Der Buchtitel des Gesamtwerks lautet hebräisch דִּבְרֵי הַיָּמִים divrê hajjāmîm („Ereignisse der Tage“, im Sinne von „Annalen“). Es ist das letzte Buch des Tanach.

## Verfasser, Entstehungszeit und -ort
Die Chronik scheint das Werk eines Autors zu sein, der aber sein Quellenmaterial relativ wenig bearbeitete, dadurch wirkt das Werk uneinheitlich. Sara Japhet schlägt eine Datierung ins späte 4. Jahrhundert v. Chr. vor. Der Verfasser wird in priesterlichen Kreisen in Jerusalem vermutet. Für den anonymen Autor ist die Bezeichnung „Chronist“ üblich.

## Inhalt

### Das Königtum Salomos, des Tempelbauers (Kapitel 1–9)
2 Chr 1,1  wiederholt 1 Chr 29,25  und betont so das Entsprechungsverhältnis zwischen der Regierung Davids und Salomos im Blick auf den Tempelbau: Wozu David den Grund gelegt hat, das führt Salomo aus. In der Salomoerzählung wird der Tun-Ergehen-Zusammenhang dreimal variiert: Seine Förderung des Kults macht den König zum großen Bauherrn, erfolgreich im Außenhandel und von anderen Herrschern geachtet.

### Die Könige Judas und der Jerusalemer Tempel (Kapitel 10–36)
Dass nur die Jerusalemer Könige legitime Nachfolger von David und Salomo seien (vgl. 2 Chr 13,5–12 ), bestimmt die Geschichtsdarstellung des Chronisten.
Der Chronist unterteilt die Könige von Juda (jene von Israel sind weggeblendet und interessieren nicht) in gute und schlechte Herrscher. Gute Könige setzen sich so für das Tempelgebäude und seinen Kult ein wie David und Salomo. Nach dem Tun-Ergehen-Zusammenhang sind sie dann auch in ihrem ganzen Regierungshandeln erfolgreich. Dementsprechend missachten schlechte Könige Tempel und Kult, scheitern als Regenten und führen schließlich den Untergang des Reiches herauf.
Hier eine Übersicht der Könige Judas im Urteil des Chronisten:
| 2. Chronik | König                              | Gesamturteil               |
| ---------- | ---------------------------------- | -------------------------- |
| 10–12      | Rehabeam                           | negativ                    |
| 13         | Abija                              | positiv                    |
| 14–16      | Asa                                | erst positiv, dann negativ |
| 17–20      | Joschafat                          | positiv                    |
| 21         | Joram                              | negativ                    |
| 22–23      | Ahasja, Atalja                     | negativ                    |
| 24         | Joasch                             | negativ                    |
| 25         | Amazja                             | negativ                    |
| 26         | Usija                              | negativ                    |
| 27         | Jotam                              | positiv                    |
| 28         | Ahas                               | negativ                    |
| 29–32      | Hiskija                            | positiv                    |
| 33,1–20    | Manasse                            | erst negativ, dann positiv |
| 33,21–25   | Amon                               | negativ                    |
| 34–35      | Joschija                           | positiv                    |
| 36         | Joahas, Jojakim, Jojachin, Zidkija | alle negativ               |

Im Gegensatz zu den Büchern der Könige, kennt die Chronik kein Aufspeichern und Ansammeln von Schuld bei Gott, das am Ende zu einem unausweichlichen Untergang des Reichs Juda geführt habe. Vielmehr folgt Lohn oder Strafe für königliches Handeln umgehend und trifft den jeweiligen König persönlich. Der Chronist stellte die Angaben seiner Quelle, der Königsbücher, gegebenenfalls um, um diese zeitnahen Konsequenzen königlichen Handelns zu zeigen, und wenn er sie in seiner Vorlage nicht fand, ergänzte er sie selbständig – so die These von Sara Japhet (personal and immediate retribution).

#### Ein Positivbeispiel: Joschafat
Mit Joschafat endet eine Reihe von drei (vorwiegend) positiv bewerteten Königen. Dabei ist Joschafat gegenüber der Vorlage in den Königsbüchern stark aufgewertet und erscheint in der Chronik sogar bedeutender als Joschija. Bei der Charakterisierung der Regierung Joschafats bringt der Chronist das ganze Spektrum seiner positiven Topoi. Der Bericht über Joschafats Regierung ist dreigeteilt. Im ersten Teil (Kapitel 17) wird Joschafat als Heeres- und Kultreformer, als Lehrer des Volkes, im Ausland respektierter König und Bauherr vorgestellt. Joschafat wird in verschiedenen Rollen als vorbildlicher Herrscher gezeigt. Der Chronist bringt hier massiv sein Sondergut und bleibt einem Grundsatz treu, dem er auch sonst folgt: Auch gute Könige begehen Fehler, aber nie am Anfang der Regierung. Die Fehler erscheinen daher als Abweichen von dem grundsätzlich eingeschlagenen richtigen Weg.
Im zweiten Teil (2 Chr 18,1–20,30) lernt der Leser Joschafat als Feldherrn kennen. Dass es überhaupt zum Krieg kam, war Folge von Joschafats Fehlverhalten, der trotz prophetischer Warnung ein Bündnis mit dem Nordreich Israel einging. Auf die (aus Sicht des Chronisten) zwangsläufige militärische Niederlage reagiert Joschafat mit Reue und Rechtsreform. Es folgt die Stilisierung Joschafats als frommen Feldherrn: Während die Feinde schon nahen, fastet das Volk, und Joschafat betet im Tempel. Der Prophet Jahasiël sagt ihm die göttliche Hilfe zu: „Fürchtet euch nicht und erschreckt nicht vor diesem großen Heerhaufen; denn nicht eure, sondern Gottes Sache ist der Krieg. Zieht morgen gegen sie hinab! Sie werden die Steige von Ziz heraufkommen und ihr werdet am Ausgang des Tals vor der Wüste Jeruël auf sie stoßen. Doch werdet ihr nicht kämpfen müssen. Tretet an, bleibt aber stehen und seht zu, wie der HERR euch Rettung verschafft!“ (2 Chr 20,15–17 ). So geschieht es. Das Heer zieht aus, Joschafat stellt die Kultsänger in ihrem Schmuck an die Spitze, und sowie diese mit ihrem Lobgesang beginnen, wenden sich die Feinde gegeneinander und vernichten sich völlig. Als Joschafats Leute auf das Schlachtfeld kommen, finden sie nur noch Leichname vor. Reich beladen mit kostbaren Textilien und Geräten, kehren sie nach Jerusalem zurück, wo sie begleitet von Musikanten zum Tempel ziehen. Nun fällt auf alle Feinde ein Schrecken, und Frieden kehrt ein. Zwei Feldzüge, einer desaströs, der andere ein großartiger Sieg, werden in diesem zweiten Teil einander gegenübergestellt. Sie veranschaulichen den Tun-Ergehens-Zusammenhang, wie der Chronist ihn versteht: die Sünde des Königs führt zur Niederlage des Heeres, aber der König kann reuig umkehren, dann gewährt Gott einen vollständigen, mühelosen Sieg und nachfolgend Frieden.
Im dritten Teil, den späten Regierungsjahren Joschafats, bringt der Chronist im Wesentlichen das Material seiner Vorlage 1 Kön 22,41–50 . 2 Chr 21  schließt mit Joschafats Tod, Begräbnis und Regierungsantritt des Thronfolgers den Bericht des Chronisten ab. Hier bringt der Chronist Material, das er in seiner Vorlage fand.

#### Ein Negativbeispiel: Joram
Am Beispiel König Jorams lässt sich zeigen, wie der Chronist sein Sondergut einsetzt, um den Tun-Ergehen-Zusammenhang aufzuzeigen. Der Herrscher wird geradezu dämonisiert. Um seine Herrschaft zu sichern, lässt Joram seine Brüder hinrichten und kündigt so die Solidarität in der Familie auf. Ein Brief des Nordreichs-Propheten Elija an Joram verdeutlicht, dass Joram die davidische Tradition aufgegeben hat und in die religiöse Tradition des Nordreichs übergewechselt ist. Die Strafe triff ihn bei seiner Familie: Eine philistäisch-arabische Räuberbande überfällt Jerusalem und tötet oder entführt alle seine Frauen und Kinder (außer dem Thronfolger). Damit nicht genug, stirbt er qualvoll an einer unheilbaren Krankheit und wird nicht in den Jerusalemer Königsgräbern beigesetzt (vgl 2 Chr 21,20  im Widerspruch zu den Angaben, die der Chronist in seiner Quelle vorfand: 2 Kön 8,24 ).

#### Ein Sinneswandel: Manasse
Die Vorlage 2 Kön 21 beurteilt die 55 Jahre der Regierung Manasses sehr negativ. Aus Sicht des Chronisten ist es gewissermaßen unmöglich, dass ein schlechter Herrscher so lange im Amt geblieben sein sollte. Denn lange Herrschaft ist ein Zeichen göttlichen Segens. Deshalb nimmt er nach einer ersten, desaströsen Regierungsphase eine Bekehrung Manasses an (2 Chr 33,12–13 ); danach sind von Manasse auch erfolgreiche militärische Baumaßnahmen zu berichten.

#### Zukunftsperspektive
Da der Chronist von einer zeitnahen göttlichen Belohnung bzw. Bestrafung menschlichen Handelns ausgeht, bekommt in seinem Geschichtsbild jede Generation ihre Chance. Außer am Handeln der Könige, ist er an der religiösen Praxis der gesamten Bevölkerung interessiert. An erster Stelle steht der Tempelkult. Aber ebenfalls wichtig sind die Feier der Festtage und die Beachtung der Tora sowie allgemein die religiöse Einstellung Israels.
Das 2. Buch der Chronik führt über den Untergang des Südreich Judas und das Babylonische Exil hinaus und kommt zu einem positiven, hoffnungsvollen Ende: „Mit dem Edikt des vom Himmelsgott Jhwh beauftragten Perserkönigs Kyros (Kyros-Edikt) zum Wiederaufbau des Tempels spannt die Chronik einen Bogen von der Schöpfung (1 Chr 1,1 ) bis zur Wallfahrt nach Jerusalem (2 Chr 36,23 ).“

## Wirkungsgeschichte
In der frühjüdischen Literatur ist das Bild der Jerusalemer Könige oft mehr vom Chronisten als von dessen Vorlage, den Königsbüchern, bestimmt. Ein Beispiel ist Hiskija. In den Königsbüchern ist er furchtsam, handelt politisch falsch und ist vorbildhaft nur in seinem großen Gottvertrauen angesichts seiner Krankheit. Der Chronist stellt Hiskija dagegen als energischen Herrscher dar, der zusätzlich auch der Bevölkerung Mut zuspricht (2 Chr 32,7–8 ). Diese Charakterisierung findet sich auch im Qumran-Textkorpus (4Q381), bei Jesus Sirach (Sir 48,17–22 ) und in der rabbinischen Literatur (Babylonischer Talmud, Sanhedrin 94 a–b; 99a). Die Darstellung des Königs Manasse als reuigen Sünders hat dazu angeregt, Manasse ein Gebet in den Mund zu legen. In hebräischer Sprache findet sich ein solcher Text unter den Qumranschriften (4Q381), und unabhängig davon gibt es ein griechisches Gebet des Manasse; letzteres wurde in die Septuaginta aufgenommen und in Vulgata-Handschriften oft als Anhang an 2. Chronik angefügt. In der Lutherbibel schließt dieses Sündenbekenntnis die Apokryphen ab.
In den meisten Handschriften des Tanach schließt 2 Chronik den dritten Kanonteil Ketuvim und damit zugleich die gesamte Hebräische Bibel ab. Die vom zeitlichen Ablauf her logischere Abfolge Chronik-Esra/Nehemia wird somit durchbrochen, um 2 Chronik in Endstellung zu bringen und 2 Chr 36,22–23  als programmatischen Schlusstext aufzuwerten. In diesem dichten Text wird auf die Bundesformel (Lev 26,44–45 ) angespielt; das letzte Wort überhaupt ist hebräisch וְיָֽעַל wəjā‘al „der soll hinaufziehen“. Das erinnert an den Auszug aus Ägypten, der hebräisch ebenfalls als „Hinaufziehen“ bezeichnet wird. Dieses Motiv wird im modernen Zionismus auf die Einwanderung nach Palästina (Alija) bezogen.

### Textausgabe
- Biblia Hebraica Stuttgartensia. Deutsche Bibelgesellschaft, 5. Auflage Stuttgart 1997, ISBN 3-438-05219-9.

### Hilfsmittel
- Wilhelm Gesenius: Hebräisches und Aramäisches Handwörterbuch über das Alte Testament. Hrsg.: Herbert Donner. 18. Auflage. Springer, Berlin / Heidelberg 2013, ISBN 978-3-642-25680-6.

### Überblicksdarstellungen
- Sara Japhet: Chronikbücher. In: Religion in Geschichte und Gegenwart (RGG). 4. Auflage. Band 2, Mohr-Siebeck, Tübingen 1999, Sp. 344–348.
- Hanna Liss: Das Buch Divre ha-Jamim (Chroniken I und II). In: Tanach. Lehrbuch der jüdischen Bibel (= Schriften der Hochschule für Jüdische Studien. Band 8). Universitätsverlag C. Winter, 4., völlig neu überarbeitete Auflage Heidelberg 2019, ISBN 978-3-8253-6850-0, S. 462–464.
- Magne Sæbø: Chronistische Theologie/Chronistisches Geschichtswerk. In: Theologische Realenzyklopädie (TRE). Band 8, de Gruyter, Berlin / New York 1981, ISBN 3-11-008563-1, S. 74–87.
- Georg Steins: Die Bücher der Chronik. In: Christian Frevel (Hrsg.): Einleitung in das Alte Testament. 9., aktualisierte Auflage. Kohlhammer, Stuttgart 2016, ISBN 978-3-17-030351-5, S. 312–330.
- Markus Witte: Die Chronikbücher. In: Jan Christian Gertz (Hrsg.): Grundinformation Altes Testament. 6., überarbeitete und erweiterte Auflage. Vandenhoeck & Ruprecht, Göttingen 2019, ISBN 978-3-8252-5086-7, S. 524–533.

### Forschungsberichte
- Thomas Willi: Zwei Jahrzehnte Forschung an Chronik und Esra-Nehemia. In: Theologische Rundschau 67 (2002), S. 61–104.

### Kommentare
- Joachim Becker: 2. Chronik (= Die Neue Echter Bibel. Band 20). Echter, Würzburg 1988. ISBN 3-429-01135-3.
- Sara Japhet: 2. Chronik (= Herders Theologischer Kommentar zum Alten Testament). Herder, Freiburg im Breisgau u. a. 2003. ISBN 3-451-26817-5.
- Ralph W. Klein: 2 Chroonicles: A Commentary (= Hermeneia – a critical and historical commentary on the Bible). Fortress, Minneapolis 2012. ISBN 978-0-8006-6101-4.

### Artikel und Monographien
- Itzhak Amar: Three Evil Kings and One Promise: Another Look at the Doctrine of Retribution and the Question of the Eternal Reign of the Davidic Dynasty in the Book of Chronicles. In: Zeitschrift für die Alttestamentliche Wissenschaft 132/4 (2020), S. 558–572.
- Hee-Sook Bae: Vereinte Suche nach JHWH: die Hiskianische und Josianische Reform in der Chronik. De Gruyter, Berlin / Boston 2005. ISBN 978-3-11-018451-8.
- Louis C. Jonker: Reflections of King Josiah in Chronicles: Late Stages of the Josiah Reception in II Chr. 34f. (= Textpragmatische Studien zur Literatur- und Kulturgeschichte der Hebräischen Bibel. Band 2). Gütersloher Verlagshaus, Gütersloh 2003. ISBN 3-579-05448-1.
- Isaac Kalimi: The Retelling of Chronicles in Jewish tradition and literature: a historical journey. Eisenbrauns, Winona Lake 2009. ISBN 978-1-57506-149-8.
- Mika S. Pajunen: The Saga of Judah’s Kings Continues: The Reception of Chronicles in the Late Second Temple Period. In: Journal of Biblical Literature 136/3 (2017), S. 565–584.
- Kim Strübind: Tradition als Interpretation in der Chronik: König Josaphat als Paradigma chronistischer Hermeneutik und Theologie (= Beihefte zur Zeitschrift für die Alttestamentliche Wissenschaft. Band 201). De Gruyter, Berlin / New York 1991. ISBN 3-11-012791-1.
- Yisca Zimran: „The Covenant Made with David“: The King and the Kingdom in 2 Chronicles 21. In: Vetus Testamentum 64/2 (2014), S. 305–325.